# Musixmatch
Musixmatch — платформа, с помощью которой пользователи находят и делятся текстами песен. Это вторая по популярности платформа такого вида в мире: имеет 73 миллиона пользователей, 14 миллионов текстов песен и 80 сотрудников.
Доступен через веб и мобильные приложения для iOS и Android устройств.
Musixmatch отображает текст песни, синхронизированные с музыкой. В приложении может сканировать песни и находить их тексты в библиотеке (по принципу Shazam). На Android можно также использовать музыку потоковых служб: Spotify (за исключением Японии, где используется PetitLyrics), Яндекс Музыка, YouTube Music, Deezer, Rhapsody и Rdio.

## История
Musixmatch был основан в Болонье 21 января 2010 года четырьмя итальянцами: Массимо Чочола, Джанлука Делли Карри, Франческо Дельфино и Джузеппе Костантино.
Сайт запущен в июле 2010 года, в январе 2015 Musixmatch привлек $12.1 млн. Сайт подписал соглашения с издателями, такими как: EMI Publishing, Warner Chappell Music, Universal Music Publishing Group, Sony ATV, PeerMusic, BMG, HFA и сотрудничает с NMPA.
Компания использовала интерфейс Spotify's Lyrics UI на Spotify Desktop в течение многих лет, но использование было прекращено в мае 2016 года.